# ラストバイニン
『ラストバイニン』は、原作：嵐田武・作画：玉置一平による日本の漫画作品。『近代麻雀』（竹書房）にて2004年6月1日号から不定期連載。後に2011年12月26日に『麻雀ラストバイニン』（作画は玉置平一名義）というタイトルでコンビニコミック（バンブー・コミックス）として発売された。

## 概要
読み切り連載作品で、1話完結方式で物語が進む。扱っているテーマは各話様々で主にミステリー要素が強い麻雀漫画。コンビニコミックの書き下ろしプロローグにて、本作は「麻雀に囚われた人々の奇妙な物語」と説明されている。

## 登場人物
御手洗（みたらい）
本作の主人公（語り部・狂言回し的な立場）。永久記憶・御手洗研究所、（株）ミタライ・テクノロジーの責任者。読者に対する説明役と同時に麻雀に囚われた人間の観察・研究を行う研究者である。
作中では記憶の研究もしているが、麻雀で負けたらその負け分の支払いを要求する相手の記憶を消すなど、セコいところもある。

## 書籍
コンビニコミック『麻雀ラストバイニン』（竹書房、バンブー・コミックス）
- 2011年12月26日発売 ISBN 978-4-8124-7801-1